# كارل جوردن
كارل جوردن (بالألمانية: Heinrich Ernst Karl Jordany)‏ (و. 1861 – 1959 م) هو عالم حشرات، وعالم حيواني، من المملكة المتحدة، كان عضوًا في الجمعية الملكية، والأكاديمية الأمريكية للفنون والعلوم، توفي عن عمر يناهز 98 عاماً.

## التعليم
تعلم في جامعة غوتينغن.

## جوائز
حصل على جوائز منها:
- زميل في الجمعية الملكية.